# Sensibilità artificiale

Esempio schematico di funzionamento del sistema di comandi in volo.

I dispositivi di sensibilità artificiali sono dei componenti dei sistemi di controllo dei comandi di volo di un velivolo, in grado di simulare lo sforzo che il pilota deve avvertire quando sono utilizzati dei servomeccanismi, come gli attuatori per controllo dei comandi primari, secondari ed ausiliari di volo.
I cosiddetti sistemi di controllo irreversibili, dove lo sforzo esercitato dal pilota si traduce opportunamente, attraverso cavi e pulegge, in un comando a delle servovalvole, le quali azionando degli attuatori idraulici comandano le superfici. È necessario, quindi, avere sistemi che ricostruiscano per il pilota gli sforzi che derivano dalle superfici aerodinamiche per il governo del velivolo.

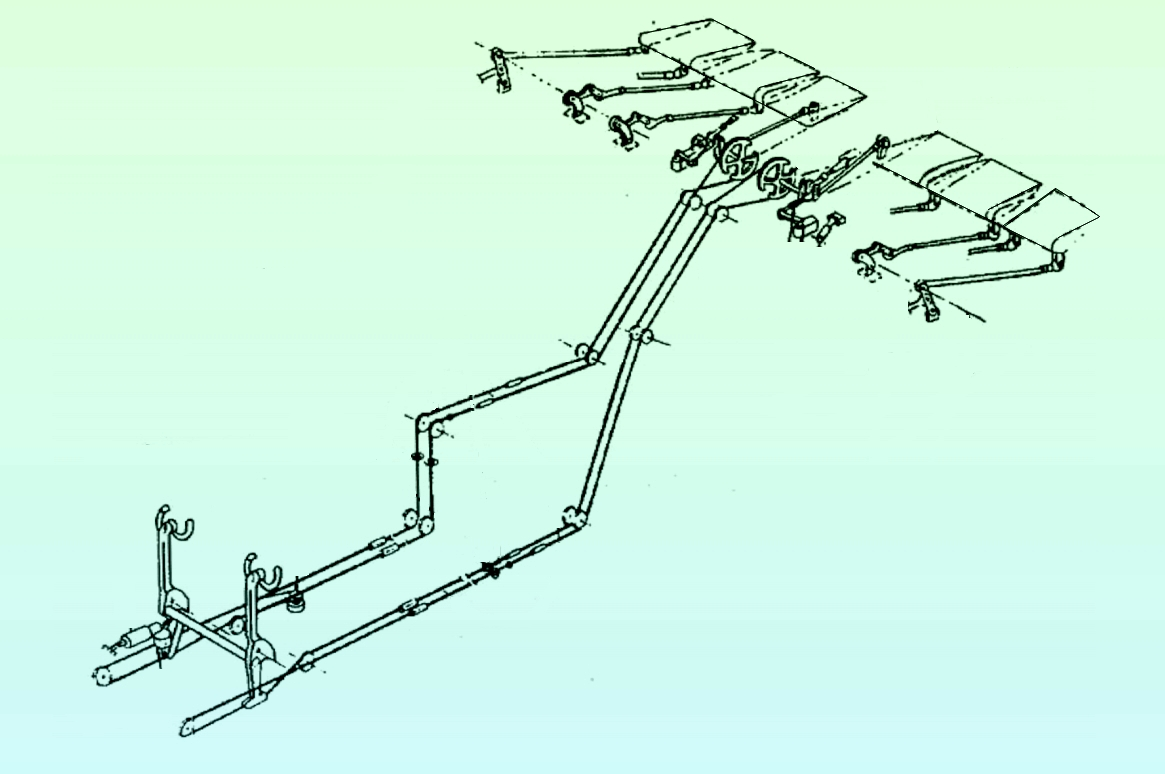
Disegno schematico comandi di volo con cavi e pulegge

## Controllo dei comandi di volo

### Comandi primari
I comandi di volo primari eseguono le manovre del velivolo sui tre assi principali di riferimento:
Alettoni per il controllo laterale del velivolo ed il movimento sull’asse longitudinale come: gli equilibratori ed il Timone di direzione per il controllo sull’asse verticale.

### Comandi secondari
I comandi secondari compensano le variazioni di peso e gli effetti della velocità in volo (Alette compensatrici, Stabilizzatore variabile ecc.)

### Comandi ausiliari
I comandi ausiliari sono gli ipersostentarori (flap, slat) che modificando il profilo dell’ala aumentano la portanza; gli aerofreni che aumentando la resistenza riducono la velocità ed i diruttori (spoiler) per diminuire la portanza ed aumentando la resistenza riducono la velocità.

## Sistema di controllo in volo
Con i comandi di volo puramente meccanici, le forze aerodinamiche sulle superfici di controllo vengono trasmesse direttamente al pilota, consentendo un controllo ed una sensazione diretta causa effetto.

Disegno schematico del contrappeso sulla barra di controllo (bob-weight)

Diversamente invece, con i sistemi di comandi di volo servo assistiti, i quali hanno il compito di azionare gli impianti con una potenza ben più elevata di quella attuabile dal pilota, il carico sulle superfici non può essere avvertito direttamente dal pilota e vi è il rischio di sovra sollecitazioni dell'aeromobile attraverso l'eccessivo movimento delle superfici di controllo. Per superare questo problema, possono essere utilizzati dei dispositivi di sensibilità artificiali, come ad esempio è stato utilizzato, per i controlli del bombardiere Avro Vulcan della RAF ed il caccia intercettore Avro Canada CF-105 Arrow, dove il pilota attraverso un dispositivo a molla, poteva controllare lo sforzo impiegato. Il fulcro di questo dispositivo era stato spostato in funzione del quadrato della velocità dell'aria (per gli equilibratori) per aumentare lo sforzo alle alte velocità. Per i comandi dei velivoli Vought F-8 Crusader ed A-7 Corsair II, è stato utilizzato un contrappeso (bob-weight in inglese) sull'asse della barra di comando, fornendo così una resistenza alla forza esercitata che era proporzionale all'accelerazione normale dell'aereo.